# Stapelianthus pilosus
Stapelianthus pilosus (лат.) — вид суккулентных растений рода Стапелиантус (Stapelianthus), семейства Кутровые (Apocynaceae), эндемично произрастающий на территории Мадагаскара.

## Название
Родовое латинское (научное) название Stapelianthus происходит от сочетания названия рода Стапелия и греческого слова anthos, — «цветок». Таким образом, Stapelianthus можно перевести как «Стапелия-цветковая».
Видовой эпитет pilosus переводится с латыни как «волосатый».

## Описание
Stapelianthus pilosus – стеблевой суккулент, образующий комки и достигающий высоты 5-10 см. Его стебли сильно разветвлены и могут иметь разные цвета – от зеленого до темно-коричневого. Стебли имеют цилиндрическую форму, их длина варьирует от 2 до 30 см, а ширина от 5 до 12 мм. Они обладают 4-6 (или даже 8) углами, которые закруглены и имеют бугорчатую структуру. Листья сильно редуцированы и представляют собой мягкие и хрупкие чешуйки. Корни растения мочковатые.
Цветки могут быть одиночными или в количестве до 5 в каждом соцветии. Размер цветка варьируется от 6 до 18 мм в длину, и он состоит из 5 треугольных лепестков. Цветок желтого цвета с коричневыми пятнами. Он начинает издавать запах только при полном раскрытии, поэтому рекомендуется перемещать растения во время цветения до появления бутонов или после начала раскрытия цветка. В противном случае, цветение может прекратиться самопроизвольно.

## Таксономия
Stapelianthus pilosus Lavranos & D.S.Hardy, первое упоминание в J. S. African Bot. 27: 237 (1961).

### Синонимы
- Trichocaulon decaryi Choux